# Robert Scrigni
Robert Scrigni (Melbourne, 1º maggio 1962 – Sorrento, 4 maggio 1987) è stato un cestista australiano.

## Carriera
Con l'Australia disputò i Campionati mondiali del 1982.
Il 7 maggio 1987 venne trovato senza vita a bordo della sua auto. La vettura aveva un tubo collegato tra lo scappamento e l'abitacolo.